# Хоутон, Эрик
Уи́льям Э́рик Хо́утон (англ. William Eric Houghton; 29 июня 1910 — 1 мая 1996) — английский футболист и футбольный тренер. Был игроком, а затем и главным тренером в клубах «Астон Вилла» и «Ноттс Каунти». Также выступал за национальную сборную Англии.

## Клубная карьера
Эрик Хоутон родился в Биллингборо (графство Линкольншир). Выступал за местные школьные футбольные команды, а также за молодёжные команды «Бостон Таун», «Биллингборо Роверс» и «Биллингборо». В августе 1927 года 17-летний Эрик присоединился к футбольной академии бирмингемского клуба «Астон Вилла». В основном составе «Виллы» дебютировал 4 января 1930 года в матче Первого дивизиона против «Лидс Юнайтед». В своём первом сезоне Эрик забил 14 голов в 23 матчах. В сезоне 1930/31 «Астон Вилла» забила 128 голов в чемпионате (рекорд Первого дивизиона), заняв второе место, а Хоутон забил 30 голов.
Эрик обладал мощным ударом и был штатным исполнителем штрафных и одиннадцатиметровых в «Вилле». За свою карьеру в бирмингемском клубе он реализовал 31 пенальти.
С 1930 по 1939 год Хоутон забил 160 голов в чемпионате, после чего официальные турниры в Англии были отменены в связи с войной. В военное время в качестве гостя играл за «Лестер Сити», «Ноттингем Форест» и «Ковентри Сити». После войны вернулся в «Виллу», но в сентябре 1946 года покинул клуб. Всего провёл за «Виллу» 393 матча и забил 169 голов.
С 1946 по 1949 год выступал за клуб «Ноттс Каунти», за который провёл 60 матчей и забил 10 голов.

## Карьера в сборной
20 октября 1930 года дебютировал за национальную сборную Англии в матче против сборной Ирландии.
Всего провёл за сборную 7 матчей и забил 5 голов.

#### Матчи за сборную Англии
| № | Дата            | Стадион                   | Соперник  | Результат | Голы Хоутона | Турнир                     |
| - | --------------- | ------------------------- | --------- | --------- | ------------ | -------------------------- |
| 1 | 20 октября 1930 | «Брэмолл Лейн», Шеффилд   | Ирландия  | 5:1       | 40′          | Домашний чемпионат 1930/31 |
| 2 | 22 ноября 1930  | «Рейскорс Граунд», Рексем | Уэльс     | 4:0       |              | Домашний чемпионат 1930/31 |
| 3 | 14 мая 1931     | «Коломб», Париж           | Франция   | 2:5       |              | Товарищеский матч          |
| 4 | 16 мая 1931     | «Коломб», Париж           | Бельгия   | 4:1       | 42′ (пен.)   | Товарищеский матч          |
| 5 | 17 октября 1931 | «Уиндзор Парк», Белфаст   | Ирландия  | 6:2       | 60′ 85′      | Домашний чемпионат 1931/32 |
| 6 | 9 апреля 1932   | «Уэмбли», Лондон          | Шотландия | 3:0       |              | Домашний чемпионат 1931/32 |
| 7 | 7 февраля 1932  | «Стэмфорд Бридж», Лондон  | Австрия   | 4:3       | 77′          | Товарищеский матч          |

## Статистика выступлений
| Клуб             | Сезон            | Лига | Лига | Кубок Англии | Кубок Англии | Итого | Итого |
| Клуб             | Сезон            | Игры | Голы | Игры         | Голы         | Игры  | Голы  |
| ---------------- | ---------------- | ---- | ---- | ------------ | ------------ | ----- | ----- |
| Астон Вилла      | 1929/30          | 19   | 12   | 4            | 2            | 23    | 14    |
| Астон Вилла      | 1930/31          | 41   | 30   | 2            | 0            | 43    | 30    |
| Астон Вилла      | 1931/32          | 36   | 23   | 3            | 1            | 39    | 24    |
| Астон Вилла      | 1932/33          | 42   | 13   | 3            | 0            | 45    | 13    |
| Астон Вилла      | 1933/34          | 41   | 19   | 6            | 4            | 47    | 23    |
| Астон Вилла      | 1934/35          | 41   | 12   | 1            | 0            | 42    | 12    |
| Астон Вилла      | 1935/36          | 40   | 15   | 1            | 0            | 41    | 15    |
| Астон Вилла      | 1936/37          | 28   | 12   | 1            | 1            | 29    | 13    |
| Астон Вилла      | 1937/38          | 34   | 12   | 7            | 2            | 41    | 14    |
| Астон Вилла      | 1938/39          | 35   | 12   | 3            | 0            | 38    | 12    |
| Астон Вилла      | 1945/46          | -    | -    | 0            | 0            | 0     | 0     |
| Астон Вилла      | 1946/47          | 4    | 0    | 0            | 0            | 4     | 0     |
| Астон Вилла      | Итого            | 361  | 160  | 31           | 10           | 392   | 170   |
| Ноттс Каунти     | 1946/47          | 18   | 3    | 1            | 0            | 19    | 3     |
| Ноттс Каунти     | 1947/48          | 6    | 1    | 0            | 0            | 6     | 1     |
| Ноттс Каунти     | 1948/49          | 31   | 6    | 4            | 0            | 35    | 6     |
| Ноттс Каунти     | Итого            | 55   | 10   | 5            | 0            | 60    | 10    |
| Всего за карьеру | Всего за карьеру | 416  | 170  | 36           | 10           | 452   | 180   |

## Тренерская карьера
В мае 1949 года, будучи игроком «Ноттс Каунти», объявил о завершении игровой карьеры. Сразу после этого он был назначен главным тренером «Ноттс Каунти». В сезоне 1949/50 выиграл с командой Третий южный дивизион Футбольной лиги. В августе 1953 года подал в отставку с поста главного тренера «Ноттс Каунти».
В сентябре 1953 года был назначен главным тренером «Астон Виллы». В 1957 году под его руководством «Вилла» выиграла Кубок Англии в рекордный седьмой раз, обыграв в финальном матче «Манчестер Юнайтед». В ноябре 1958 года покинул пост главного тренера клуба.
В 1972 году стал одним из директоров «Астон Виллы» и находился в совете директоров клуба на протяжении семи лет. В 1983 году стал старшим вице-президентом клуба. Получил прозвище «мистер Астон Вилла» в дань признания его заслуг перед клубом.
В 2006 году был включён в зал славы «Астон Виллы».

## Тренерские достижения
Ноттс Каунти
- Чемпион Третьего южного дивизиона Футбольной лиги: сезоне 1949/50

Астон Вилла
- Обладатель Кубка Англии: 1957
- Финалист Суперкубка Англии: 1957

## Крикет
Помимо футбола играл в крикет за крикетный клуб графства Уорикшир (1946—1947) и графства Линкольншир, а также за крикетные клубы «Слифорд», «Астон Юнити» и «Олтон» .

## Личная жизнь
Брат Эрика Рой Хоутон и двоюродный брат Рег Гудакр также были футболистами. Его сын Нил был председателем крикетного клуба графства Уорикшир (2003—2011), а его внучатый племянник Крис Вудс был вратарём футбольной сборной Англии.
Эрик Хоутон умер 1 мая 1996 года в возрасте 85 лет.